# Andre Ward
Andre Michael Ward (n. 23 februarie 1984, California, SUA) este un fost boxer profesionist american care a concurat din 2004 până în 2017. S-a retras cu un record neînvins și a avut opt titluri mondiale în două clase de greutate, printre care WBA (Super), WBC, revista Ring și titluri super-middleweight liniare între 2009 și 2015; și titlurile grele din categoria WBA (Undisputed), IBF, WBO și Ring, între 2016 și 2017. În timpul dominației sale de campion la categoria semigrea, Ward a fost clasat pe locul 1 în lume ca cel mai bun boxer activ de către The Ring magazine și Transnational Boxing Rankings Board (TBRB), precum și cel mai bun boxer din lume în divizie de The Ring, TBRB și BoxRec.

## Rezultate în boxul profesionist
| 32 de victorii (16 prin knockout, 15 la puncte, 1 descalificare), 0 înfrângeri, 0 remize |                  |                  |     |               |            |                                                           | |
| Rez.                                                                                     | Rezultat general | Adversar         | Tip | Runda, Timp   | Data       | Locația                                                   | Note |
| Victorie                                                                                 | 32–0             | Sergey Kovalev   | TKO | 8 (12), 2:29  | 2017-06-17 | Mandalay Bay Events Center, Paradise, Nevada, U.S.        | Retained WBA (Undisputed), IBF, and WBO light heavyweight titles; Won vacant The Ring light heavyweight title                                            |
| Victorie                                                                                 | 31–0             | Sergey Kovalev   | UD  | 12            | 2016-11-19 | T-Mobile Arena, Paradise, Nevada, U.S.                    | Won WBA (Undisputed), IBF, and WBO light heavyweight titles                                                                                              |
| Victorie                                                                                 | 30–0             | Alexander Brand  | UD  | 12            | 2016-08-06 | Oracle Arena, Oakland, California, U.S.                   | Won vacant WBO International light heavyweight title |
| Victorie                                                                                 | 29–0             | Sullivan Barrera | UD  | 12            | 2016-03-26 | Oracle Arena, Oakland, California, U.S.                   | |
| Victorie                                                                                 | 28–0             | Paul Smith       | TKO | 9 (12), 1:45  | 2015-06-20 | Oracle Arena, Oakland, California, U.S.                   | |
| Victorie                                                                                 | 27–0             | Edwin Rodríguez  | UD  | 12            | 2013-11-16 | Citizens Business Bank Arena, Ontario, California, U.S.   | Retained WBA (Super), The Ring, and lineal super middleweight titles                                                                                     |
| Victorie                                                                                 | 26–0             | Chad Dawson      | TKO | 10 (12), 2:45 | 2013-09-08 | Oracle Arena, Oakland, California, U.S.                   | Retained WBA (Super), WBC, The Ring, and lineal super middleweight titles                                                                                |
| Victorie                                                                                 | 25–0             | Carl Froch       | UD  | 12            | 2011-12-17 | Boardwalk Hall, Atlantic City, New Jersey, U.S.           | Retained WBA (Super) super middleweight title; Won WBC, vacant The Ring and lineal super middleweight titles; Super Six World Boxing Classic: final      |
| Victorie                                                                                 | 24–0             | Arthur Abraham   | UD  | 12            | 2011-05-14 | Home Depot Center, Carson, California, U.S.               | Retained WBA (Super) super middleweight title; Super Six World Boxing Classic: semi-final                                                                |
| Victorie                                                                                 | 23–0             | Sakio Bika       | UD  | 12            | 2010-11-27 | Oracle Arena, Oakland, California, U.S.                   | Retained WBA (Super) super middleweight title |
| Victorie                                                                                 | 22–0             | Allan Green      | UD  | 12            | 2010-06-19 | Oracle Arena, Oakland, California, U.S.                   | Retained WBA (Super) super middleweight title; Super Six World Boxing Classic: group stage 2                                                             |
| Victorie                                                                                 | 21–0             | Mikkel Kessler   | TD  | 11 (12), 1:42 | 2009-11-21 | Oracle Arena, Oakland, California, U.S.                   | Won WBA (Super) super middleweight title; Super Six World Boxing Classic: group stage 1; Unanimous TD after Kessler was cut from accidental head clashes |
| Victorie                                                                                 | 20–0             | Shelby Pudwill   | TKO | 3 (10), 2:16  | 2009-09-12 | Pechanga Resort & Casino, Temecula, California, U.S.      | |
| Victorie                                                                                 | 19–0             | Edison Miranda   | UD  | 12            | 2009-05-16 | Oracle Arena, Oakland, California, U.S.                   | Retained NABF and WBO–NABO super middleweight titles |
| Victorie                                                                                 | 18–0             | Henry Buchanan   | UD  | 12            | 2009-02-06 | Tachi Palace Hotel & Casino, Lemoore, California, U.S.    | Won WBO–NABO super middleweight title; Won vacant NABF super middleweight title                                                                          |
| Victorie                                                                                 | 17–0             | Esteban Camou    | TKO | 3 (10), 2:46  | 2008-12-13 | Morongo Casino Resort & Spa, Cabazon, California, U.S.    | |
| Victorie                                                                                 | 16–0             | Jerson Ravelo    | TKO | 8 (12), 2:37  | 2008-06-20 | Royal Watler Cruise Terminal, George Town, Cayman Islands | Won vacant WBO–NABO super middleweight title |
| Victorie                                                                                 | 15–0             | Rubin Williams   | TKO | 7 (10), 2:51  | 2008-03-20 | HP Pavilion, San Jose, California, U.S.                   | |
| Victorie                                                                                 | 14–0             | Roger Cantrell   | TKO | 5 (10), 1:56  | 2007-11-16 | Beausejour Stadium, Gros Islet, Saint Lucia               | |
| Victorie                                                                                 | 13–0             | Francisco Diaz   | TKO | 3 (8), 2:59   | 2007-07-14 | Home Depot Center, Carson, California, U.S.               | |
| Victorie                                                                                 | 12–0             | Dhafir Smith     | TKO | 6 (8), 2:47   | 2007-05-17 | Tachi Palace Hotel & Casino, Lemoore, California, U.S.    | |
| Victorie                                                                                 | 11–0             | Julio Jean       | TKO | 3 (8), 2:04   | 2007-03-29 | HP Pavilion, San Jose, California, U.S.                   | |
| Victorie                                                                                 | 10–0             | Derrick Findley  | UD  | 6             | 2006-11-16 | HP Pavilion, San Jose, California, U.S.                   | |
| Victorie                                                                                 | 9–0              | Andy Kolle       | RTD | 6 (8), 3:00   | 2006-04-29 | Foxwoods Resort Casino, Ledyard, Connecticut, U.S.        | |
| Victorie                                                                                 | 8–0              | Kendall Gould    | UD  | 6             | 2006-02-23 | Tachi Palace Hotel & Casino, Lemoore, California, U.S.    | |
| Victorie                                                                                 | 7–0              | Darnell Boone    | UD  | 6             | 2005-11-19 | Rose Garden, Portland, Oregon, U.S.                       | |
| Victorie                                                                                 | 6–0              | Glenn LaPlante   | KO  | 1 (6), 2:59   | 2005-10-01 | St. Pete Times Forum, Tampa, Florida, U.S.                | |
| Victorie                                                                                 | 5–0              | Christopher Holt | RTD | 3 (6), 3:00   | 2005-08-11 | HP Pavilion, San Jose, California, U.S.                   | |
| Victorie                                                                                 | 4–0              | Ben Aragon       | TKO | 3 (6), 0:59   | 2005-06-18 | FedExForum, Memphis, Tennessee, U.S.                      | |
| Victorie                                                                                 | 3–0              | Roy Ashworth     | DQ  | 3 (6), 2:56   | 2005-04-07 | Pechanga Resort & Casino, Temecula, California, U.S.      | Ashworth disqualified for hitting on the break |
| Victorie                                                                                 | 2–0              | Kenny Kost       | UD  | 6             | 2005-02-10 | Palace Indian Gaming Center, Lemoore, California, U.S.    | |
| Victorie                                                                                 | 1–0              | Chris Molina     | TKO | 2 (4), 0:40   | 2004-12-18 | Staples Center, Los Angeles, California, U.S.             | Professional debut |